# Edwardsina gigantea
Edwardsina gigantea là một loài ruồi trong họ Blephariceridae. Nó là loài đặc hữu của Úc.